# Distúrbios civis nas Maldivas em 2005
Distúrbios civis nas Maldivas em 2005 referem-se à agitação civil que eclodiu em Malé, Atol Gaafu Dhaalu e Atol Addu, nas Maldivas, em 12 de agosto de 2005, que levaram a eventos que apoiaram a reforma democrática do país. Esses distúrbios foram provocados pela prisão de Mohamed Nasheed - um crítico aberto do presidente Maumoon Abdul Gayoom - e a posterior demolição da tenda Dhunfini, usada pelos membros do Partido Democrático das Maldivas (PDM) para suas reuniões. Os partidários do PDM rapidamente se manifestaram, exigindo a renúncia de Maumoon Abdul Gayoom, logo após a prisão de Nasheed. Várias prisões foram feitas na primeira noite, seguidas pela demolição da tenda Dhunfini. A demolição complicou a situação, provocando ainda mais tumultos. Os protestos tornaram-se violentos na terceira noite, em 14 de agosto de 2005, devido aos métodos usados nas tentativas das autoridades para impedir as manifestações.
Os distúrbios continuaram intermitentemente por três noites, de 12 a 14 de agosto de 2005. Em 15 de agosto de 2005, a revolta foi controlada com a presença de um forte esquema de segurança em Malé. Quase um quarto da cidade teve que ser isolado durante os distúrbios.